# Jón Sigurðsson (1828–1889)
Jón Sigurðsson, född den 12 maj 1828 på gården Gautland nära Mývatn i Suður-Þingeyjarsýsla, död den 26 juni 1889, var en isländsk bonde och politiker. Han var far till Kristján Jónsson.
Jón Sigurðsson övertog 1848 fadernegården. Han valdes 1858 till medlem av alltinget och hade sedan ständigt plats där samt fick dessutom många andra förtroendeuppdrag och blev medlem av flera viktiga kommissioner. Han inlade stora förtjänster om Islands, särskilt sin hemtrakts, utveckling, och efterträdde 1879 sin döde namne som alltingets ordförande, vilken hedersplats han sedermera beklädde till sin död, med undantag av år 1885. Detta år sammankallade han däremot det stora Tingvallamötet för att utverka genomseende av författningen.